# BANCS
BANCS （バンクス、英語: BANks Cash Service 都銀キャッシュサービス）とは、都市銀行間を接続するCD/ATMの相互接続ネットワーク。1984年1月4日稼働開始。

## 概要
大蔵省は1977年6月に、「オンライン処理による普通預金の代受け・代払い業務提携について」の事務連絡通達を発し、地方銀行、相互銀行、信用金庫の同種または異種金融機関相互についてオンライン提携を認めた。
また翌年6月16日付の銀行局長通達および事務連絡「オンライン処理による金融機関相互の業務提携について」で、オンライン提携をそれまでの事前届出制から承認制に改め、その対象金融機関を局長通達では、銀行、相互銀行、信用金庫とした。だが、事務連絡では都銀、長期信用銀行、信託銀行については、金融秩序維持の観点から漸進的にオンライン提携を進めていくが適当とされ、オンライン提携から除外されることになった。
その後、都銀についてもCD・ATM設置による顧客利便性の向上や、窓口業務の合理化の観点から都銀相互間のオンライン提携が検討され、1979年12月14日付の大蔵省の事務連絡で一部が改正され、都銀もオンライン提携が認められるになった。しかし、大蔵省からこの改正は都銀間のオンライン提携を認めるものであって、都銀と他の業態の金融機関とのオンライン提携は当面認めるものではない旨が口頭で連絡された。
改正を受け、都銀はオンライン提携の準備を始めるが、中下位行である6行（協和銀行、大和銀行、東海銀行、北海道拓殖銀行、太陽神戸銀行、埼玉銀行）が「一本化すれば預金口座を上位行に移され、中下位行は機械を使われるだけ」と統合に反対したため、1980年3月から中下位行は、六都銀キャッシュサービス（SICS）、翌月から上位行の7行（第一勧業銀行、三井銀行、富士銀行、三菱銀行、三和銀行、住友銀行、東京銀行）は都銀オンラインキャッシュサービス（TOCS）を稼働し、都銀は2系統に分かれてオンライン提携を開始した。
だが、1984年3月から郵便貯金の全国オンラインシステムネットワークの稼働を踏まえ、2系統間で統合の機運が盛り上がり、1984年1月4日から両者を統一して新たに、都銀キャッシュサービス(BANCS)がスタートした。さらに都銀は地銀に業態間で郵貯ネットワークに対抗できるネットワークを構築しなければならないと申し入れ、1990年2月5日から地銀の全国カードサービス（ACS）とBANCSの業態間のオンライン提携である全国キャッシュサービス（MICS）が稼動した。この地銀と都銀の提携を機に、MICSを介した業態間のオンライン提携が進められ、オンライン提携の民間大合同が実現した。
BANCSはシステムの運用をエヌ・ティ・ティ・データ通信に委託。その管理運営は当初、専務・常務級で構成する「BANCS運営委員会」を最高の決議機関とし、その実務は幹事行が3ヶ月で交代で担当するとした。しかし、オンライン提携が業態内提携システムから前述の通り、民間金融機関のすべてを網羅するMICSへ拡大されることとなった。このため都銀は、従来の幹事行持ち回りの制度ではなく、恒常的な事務局を設置すべきと判断。BANCS事務局の事務を東京銀行協会（東銀協）に委託すること申し入れ、東銀協は1989年5月からBANCS事務局の運営事務の受託を開始した。

## サービス内容
BANCSは都銀相互のATM提携を行うとともに、MICSを介して、LONGS、ACS等とも提携している。また、1991年1月13日から、日曜日の稼働も開始した。このほか、SMBC信託銀行（ACSとも接続）、セブン銀行及びイオン銀行（みずほ銀行経由でMICSにも接続）とも相互提携している（正式な加盟ではない）。ただし、法人キャッシュカードは自行以外のATMを使用することはできない。
2015年4月現在、接続銀行間で利用可能な取引は引き出しと残高照会、振り込みのみであり、預け入れは原則不可となっている。

## 加盟金融機関
- みずほ銀行
- 三菱UFJ銀行
- 三井住友銀行
- りそな銀行
- 埼玉りそな銀行

## BANCS成立前のネットワーク

### TOCS（都銀オンラインキャッシュサービス）加盟行
1980年4月1日稼働開始
- 第一勧業銀行（現・みずほ銀行）
- 三井銀行（現・三井住友銀行）
- 富士銀行（現・みずほ銀行）
- 三菱銀行（現・三菱UFJ銀行）
- 三和銀行（現・三菱UFJ銀行）
- 住友銀行（現・三井住友銀行）
- 東京銀行（現・三菱UFJ銀行）

### SICS（六都銀キャッシュサービス）加盟行
1980年3月11日稼働開始
- 協和銀行（現・りそな銀行）
- 大和銀行（現・りそな銀行）
- 東海銀行（現・三菱UFJ銀行）
- 北海道拓殖銀行（経営破綻し、その業務を現三井住友信託銀行・北洋銀行が引き継ぐ。）
- 太陽神戸銀行（現・三井住友銀行）
- 埼玉銀行（現・りそな銀行および埼玉りそな銀行）

### 注
1. ↑  現：全国銀行協会。
2. ↑  ローソン銀行は、三菱UFJ銀行経由でMICSに接続。
3. ↑  第一勧業銀行と富士銀行は、統合決定後の2000年9月から預け入れを「マイナス額の引き出し」とデータ送信する事でBANCS経由による預け入れの相互提携を行っていた。尚、長期信用銀行である日本興業銀行はLONGSに加盟していたため、この入金提携にはみずほ銀行が発足するまで参加しなかった。